# Мегапроект
Мегапроект е проект, който е колосален по своите мащаби.
Мегапроектът е изключително мащабен строително-инвестиционен проект. По-общо определение е „Мегапроектите са временни начинания (т.е. проекти), характеризиращи се с: голям инвестиционен ангажимент, огромна сложност (особено в организационно отношение) и дълготрайно въздействие върху икономиката, околната среда и обществото“.
Мегапроектите се отнасят не само до строителни проекти, но и до проекти за извеждане от експлоатация, които са проекти, които могат да достигнат многомилиардни бюджети и имат високо ниво на иновации и сложност и са засегнати от редица технико-социално-икономически и организационни предизвикателства.
Програмата OFCCP Mega Construction Project (Megaproject) включва проекти, оценени на над $35 милиона.
Примери за мегапроекти могат да бъдат открити в много отрасли: транспорт, инфраструктура, екология.
Пример за мегапроект е зеленият пояс в Сахара.
Мегапроектите могат да бъдат определени и в следните категории:
- Проекти, които струват повече от 1 милиард щатски долара и привличат голямо обществено внимание поради значително въздействие върху общностите, естествената и застроената среда и бюджетите.
- Проекти с „инициативи, които са физически, много скъпи и публични“.[1]

Някои примери включват мостове, тунели, магистрали, железопътни линии, болници, летища, морски пристанища, електроцентрали, язовири, проекти за отпадъчни води, Специални Икономически Зони (SEZ), проекти за добив на нефт и природен газ, обществени сгради, системи за информационни технологии, аерокосмически проекти и оръжейни системи. Този списък идентифицира голямо разнообразие от примери за големи исторически и съвременни проекти, които отговарят на един или двата критерия за мегапроекти, посочени по-горе.
1. 1 2  List of megaprojects